# Gyöngyi Dani
Gyöngyi Dani (3 de julio de 1975) es una deportista húngara que compitió en esgrima en silla de ruedas. Ganó ocho medallas en los Juegos Paralímpicos de Verano entre los años 2004 y 2020.

## Palmarés internacional
| Juegos Paralímpicos | Juegos Paralímpicos     | Juegos Paralímpicos | Juegos Paralímpicos              |
| Año                 | Lugar                   | Medalla             | Prueba                           |
| ------------------- | ----------------------- | ------------------- | -------------------------------- |
| 2004                | Atenas (Grecia)         | Medalla de plata    | Florete individual B             |
| 2004                | Atenas (Grecia)         | Medalla de plata    | Florete por equipos              |
| 2004                | Atenas (Grecia)         | Medalla de plata    | Espada por equipos               |
| 2012                | Londres (Reino Unido)   | Medalla de plata    | Florete individual B             |
| 2012                | Londres (Reino Unido)   | Medalla de plata    | Espada por equipos clase abierta |
| 2016                | Río de Janeiro (Brasil) | Medalla de plata    | Florete por equipos              |
| 2016                | Río de Janeiro (Brasil) | Medalla de bronce   | Espada por equipos               |
| 2020                | Tokio (Japón)           | Medalla de bronce   | Florete por equipos              |